# Mariahilf-Kapelle (Balzers)

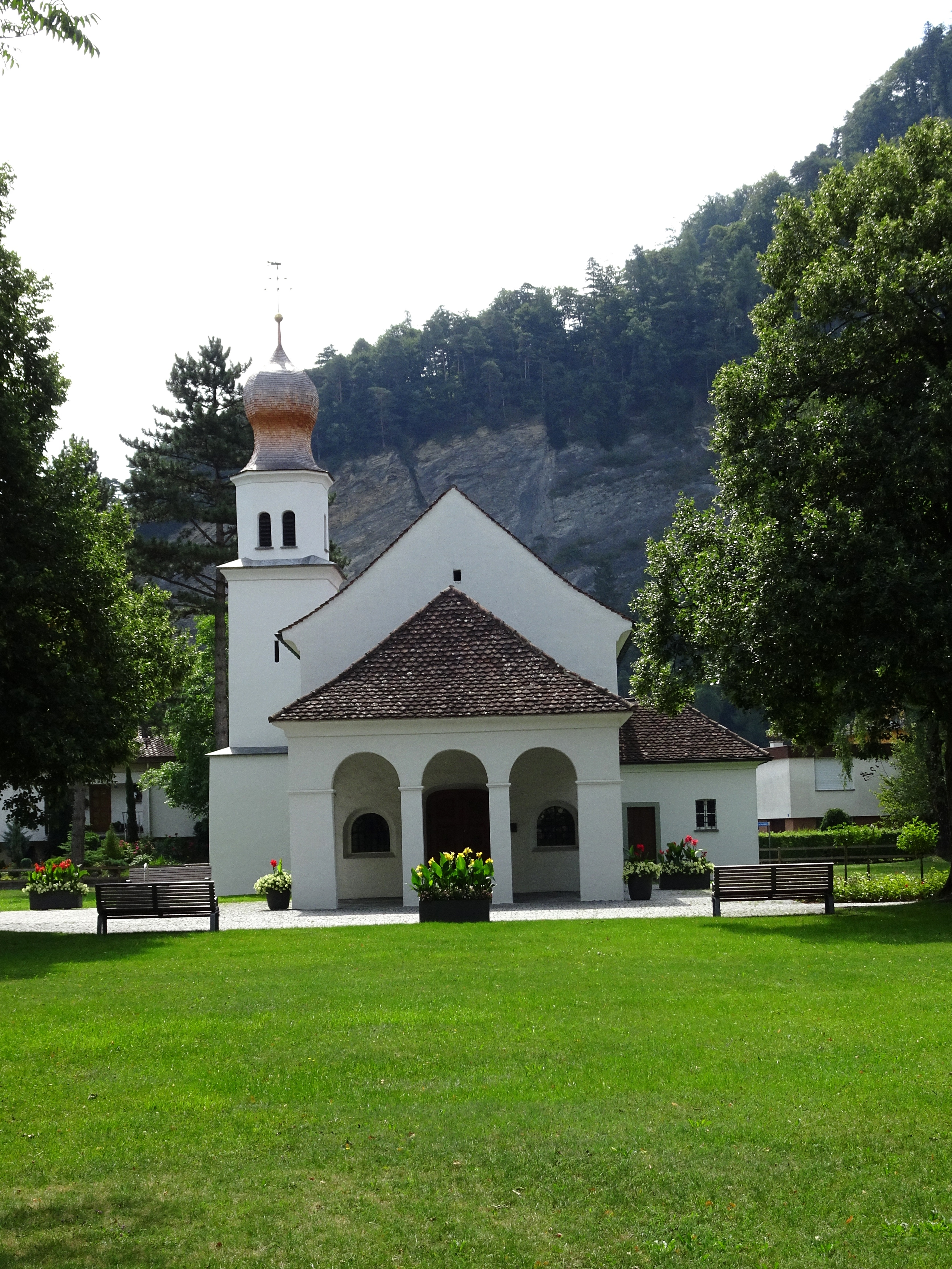
Die Mariahilf-Kapelle

Die Mariahilf-Kapelle (auch Kapelle Mariahilf) ist eine römisch-katholische Marienkapelle in der Gemeinde Balzers im Fürstentum Liechtenstein. Die im Ortsteil Mäls gelegene Kapelle war früher ein Wallfahrtsort mit gewisser regionaler Bedeutung, während sie heute vor allem eine beliebte Hochzeitskirche darstellt.

## Lage
Die Mariahilf-Kapelle befindet sich am südlichen Rand der Gemeinde Balzers, im Ortsteil Mäls. Die Kapelle ist umgeben von einer Parkanlage (inklusive Spielplatz) und in unmittelbarer Nähe ist ein Kindergarten der Gemeinde (Kindergarten Mariahilf) gelegen.
Die Kapelle befand sich lange Zeit ausserhalb des Dorfes. Im Laufe des 20. Jahrhunderts dehnten sich die Siedlungen jedoch immer weiter aus, sodass sie schliesslich von Wohnhäusern umgeben war.

## Sagen zur Entstehung

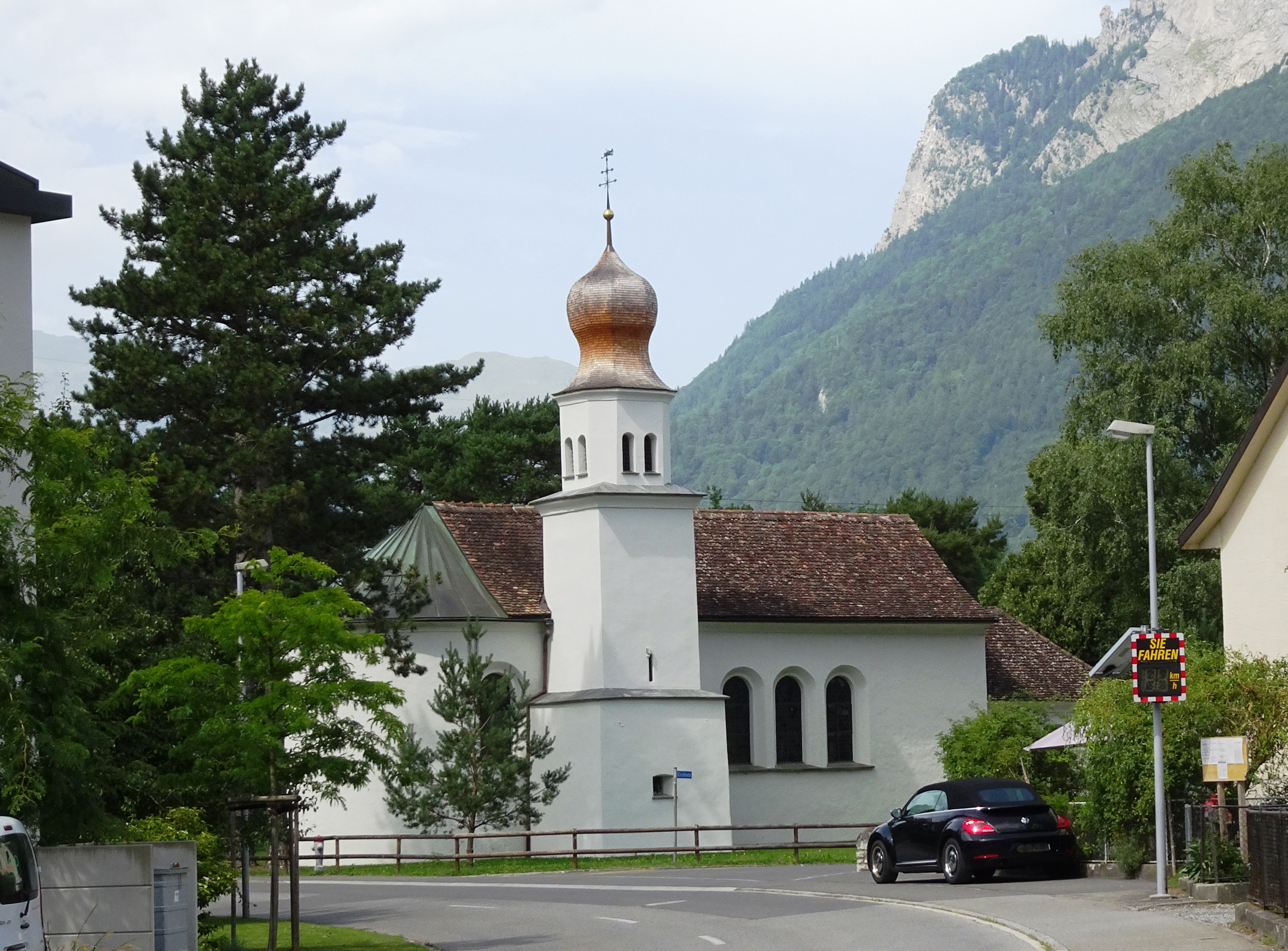
Die Mariahilf-Kapelle, Sicht aus Osten

Zur Entstehung der Mariahilf-Kapelle sind zwei unterschiedliche Sagen überliefert:
In einer der Sagen wird berichtet, dass in der Gegend des Ellhorns ein Lindwurm (bzw. Drache) gehaust habe, welcher die Bewohner von Mäls in Furcht und Schrecken versetzte. Trotz entsprechender Bemühungen sei es der Bevölkerung aber nicht gelungen, das Ungeheuer zu fangen. Aus diesem Grund hätten sich die Bewohner an Maria gewandt und versprochen, ihr zu Ehren eine kleine Kapelle zu erbauen, falls der Lindwurm verschwinde. Und tatsächlich soll dieser verschwunden und nie mehr zurückgekehrt sein, sodass die Bewohner die Mariahilf-Kapelle erbauten.
Gleichsam als Beleg für die ehemalige Existenz des Lindwurms befindet sich auf dem Turm der Kapelle ein aus Blech nachgebildeter Drachenkopf.
Eine andere unbelegte Überlieferung begründet den Bau der Kapelle mit dem Andenken an die bei Balzers geschlagene Schlacht zwischen dem Churer Bischof Friedrich von Montfort und seinem Vetter Graf Hugo von Werdenberg, welche am 5. Januar 1289 stattfand. Ob diese Schlacht nun gerade beim Standort der Mariahilf-Kapelle stattgefunden hat und diese tatsächlich zum Andenken an diese Schlacht 1289 erbaut wurde, ist jedoch nicht belegt.

## Geschichte

### Entstehung und bauliche Veränderungen
Da nur sehr wenige schriftliche Quellen zur früheren Geschichte der Kapelle vorhanden sind, stammen Erkenntnisse zur Geschichte vor allem aus Bauuntersuchungen. Solche Befunde führten zur Vermutung, dass es – wie in einer der Sagen überliefert – eine kleinere, im 13. Jahrhundert errichtete Vorgängerkapelle gegeben haben könnte. Die in der heutigen Apsis freigelegten Fundamente eines Kirchenchors deuten jedoch nicht auf einen solch frühen Bau hin, sondern erlauben eine Datierung frühestens in das beginnende 16. Jahrhundert. Jedoch wird in den ältesten bekannten Visitationsakten von 1595 die Kapelle nicht erwähnt. Im Testament eines Triesner Pfarrers aus dem Jahr 1690 ist dann jedoch von einer „neuen Kapelle Maria-Hilf“ die Rede. Aus diesem Grund wird davon ausgegangen, dass vor dieser Zeit entweder eine weitere Bauetappe oder ein eigentlicher Neubau umgesetzt wurde.
Der Kirchturm hingegen kann vermutlich auf die 1. Hälfte des 18. Jahrhunderts datiert werden. In dieser Zeit wurden auch der alte Chor durch die heutige Apsis ersetzt, das Kirchenschiff erhöht und ein neuer Dachstuhl errichtet. Diese baulichen Erweiterungen wurden dabei vermutlich durch Stiftungen und Spenden ermöglicht, wobei hierfür die Gründung der „Bruderschaft der seligsten Jungfrau Maria der Hilfreichen“ im Jahr 1736 von besonderer Bedeutung war.
Als die Pfarrkirche St. Nikolaus bei einem Dorfbrand im Jahr 1795 zerstört worden war, fanden bis zur Einweihung der neuen Pfarrkirche im Jahr 1807 die meisten Gottesdienste in der Mariahilf-Kapelle statt. Schriftlichen Berichten zufolge war das Gebäude zu Beginn des 19. Jahrhunderts jedoch stark baufällig und auch zweimal ausgeraubt worden.
Für das Jahr 1816 ist die Weihe eines Altars überliefert, womit vielleicht – wenn auch nicht umfassende – Renovationsarbeiten verbunden waren. Mit grosser Wahrscheinlichkeit wurden in den 1840er Jahren weitere Baumassnahmen durchgeführt, obschon auch deren Umfang nicht eindeutig geklärt sind. Zumindest dürfte die Kapelle in der Zeit um 1842 bis 1846 einen neuen Dachstuhl erhalten haben. Diese Arbeiten wurden vermutlich im Hinblick auf die Weihe der Kapelle zu Ehren der hl. Jungfrau Maria und ihrer Mutter, der hl. Anna – welche im Jahr 1846 erfolgte – durchgeführt. In den 1890er Jahren wurde zudem eine Vorhalle sowie eine Sakristei angebaut.

### Entwicklungen im 20. und 21. Jahrhundert

Luftaufnahme der Gemeinde Balzers im Jahr 1964 mit Mariahilf-Kapelle am unteren rechten Bildrand

In den Jahren 1944 und 1945 fanden weitreichende Aussen- und Innenrenovierungen statt: Die Kapelle wurde beispielsweise neu verputzt, das Kirchendach sowie das Dach des Kirchturms neu eingedeckt und die alte Empore durch eine neue ersetzt. Im Zusammenhang mit einer weiteren Aussenrenovation wurde im Jahr 1966 zudem die Umgebung der Kapelle neu gestaltet und mit Bäumen und Sträuchern bepflanzt.
Umfassende Restaurierungsarbeiten im Inneren der Kirche wurden nötig, als am 4. Januar 2012 die Weihnachtskrippe aufgrund eines technischen Defektes in Brand geraten war. Zwar breitete sich das Feuer nicht über die Krippe aus, der beim Schwelbrand entstandene Rauch erzeugte aber erheblichen Sachschaden, sodass das Innere der Kapelle mehrere Wochen lang restauriert werden musste: Die Holzoberflächen der Bänke mussten gereinigt, die Wandoberflächen neu gestrichen und die verzierten Decken durch ein spezielles Reinigungsverfahren gesäubert werden. Ausserdem wurden die Altäre demontiert und vom Russ befreit, sowie die Orgel in Stücke zerlegt, gereinigt und schliesslich neu intoniert.
Im Jahr 2016 fand zudem eine Aussensanierung des Turms statt: Aufgrund des schlechten Zustandes wurde das rund 70-jährige Holzschindel-Turmdach komplett erneuert sowie die Fassade des Turms gereinigt.

## Baubeschreibung
Die Mariahilf-Kapelle besteht aus einem rechteckigen Langhaus und einem apsidialen Chor. Im Nordosten befindet sich der Turm und im Südwesten die Sakristei. Die Kapelle wurde dabei aus Bruchsteinen bzw. teilweise aus einem Ziegelmauerwerk (Sakristei und wohl auch Vorhalle) errichtet.

## Ausstattung

### Altäre

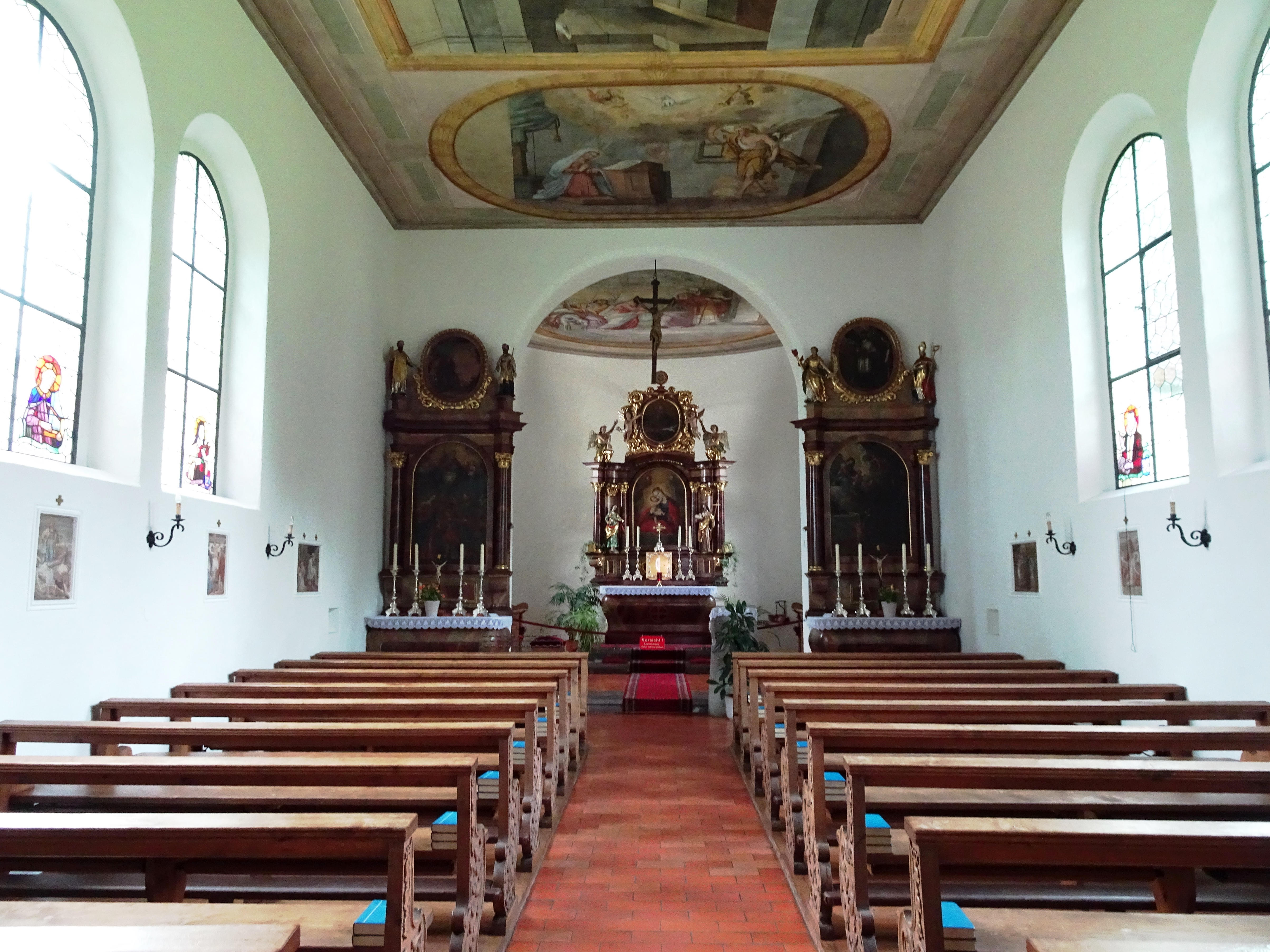
Die Kapelle im Inneren

Der Hauptaltar sowie die beiden Seitenaltäre entstanden vermutlich etwa in den Jahren 1720 bis 1730.
Als Altarblatt des Hauptaltars dient eine Nachbildung des Mariahilf-Bildes von Lucas Cranach. Flankiert wird dieses von zwei Schnitzfiguren, welche den Evangelist Johannes und Johannes den Täufer zeigen. Im ovalen Frontispiz ist dagegen das Bild „Gottvater mit Taube“ dargestellt, welches umrahmt wird von je einem Putto rechts und links. Zudem knien zwei Engel auf den Seiten des Bildes.
Das Altarblatt des linken Seitenalters zeigt die Heilige Familie mit Maria, Anna, Joachim, Joseph und Jesus sowie darüber den Gottvater und eine Gestalt des Hl. Geistes. Auf dem ovale Frontispiz befindet sich eine Stigmatisierung des Franziskus, welcher flankiert wird von den Schnitzfiguren eines Priester und Johannes von Nepomuk.
Auf dem Altarblatt des rechten Seitenalters ist Antonius von Padua, dem die Muttergottes erscheint, dargestellt. Das Frontispiz zeigt Johannes von Nepomuk, der umrahmt wird von zwei Schnitzfiguren, welche eine Heilige sowie einen Bischof (evtl. Churer Diözesanpatrone Emerita und Luzius) repräsentieren.

### Deckenmalereien
Die Deckenmalereien in Chor und Schiff zeigen drei Szenen aus dem Leben Marias: Im Chor die Mariä Heimsuchung und im Schiff die Mariä Verkündigung sowie die Darbringung Jesu im Tempel.
Eine zeitliche Einordnung der Deckengemälde ist praktisch nur aufgrund stilistischer Merkmale möglich. Die Datierung schwankt dabei zwischen der 1. Hälfte des 18. Jahrhunderts und der Mitte des 19. Jahrhunderts.

### Orgel
Für das Jahr 1868 ist der Kauf einer Orgel für die Mariahilf-Kapelle belegt. Diese stammte dabei von der Pfarrgemeinde Mols und wurde vermutlich in den Jahren 1869/1870 in der Mariahilf-Kapelle aufgestellt. 1945 wurde sie von Späth Orgelbau restauriert und 1991 von Mathis Orgelbau. Die Orgel mit sechs Registern wurde wahrscheinlich 1824 von Johann Sylvester Walpen gebaut und ist vermutlich das letzte vorhandene Instrument dieses Orgelbauers aus dem Wallis.

### Glocken
Die Mariahilf-Kapelle besitzt zwei Glocken: Die mit einem Durchmesser von 50 Zentimeter grössere der Glocken wird auf die Zeit um 1300 datiert. Sie soll Ende des 18. Jahrhunderts von der Burg Gutenberg in die Mariahilf-Kapelle gelangt sein. Laut Aufschrift ist sie den heiligen Vier Evangelisten geweiht. Die zweite Glocke hat einen Durchmesser von 42,5 Zentimeter und trägt eine Inschrift mit dem Entstehungsjahr 1508 und den ersten Worten des Engelsgrusses: Ave Maria, gratia plena – Gegrüsset seist du Maria voll der Gnade. Im Jahr 2000 wurde eine elektrische Läuteanlage eingebaut. Davor wurden die Glocken händisch geläutet.